# Silbersee Neumünster
Silbersee ist die umgangssprachliche und lokale Bezeichnung für den Baggersee Reimers im Stadtteil Gartenstadt von Neumünster in Schleswig-Holstein.
Der typische Baggersee ist wie der Roose-See eine ehemalige Kiesgrube, die sich vier Kilometer westlich der Stadt Neumünster in Schleswig-Holstein nahe der Autobahn A7 befindet. Die Kiesgrube entstand 1969 im Rahmen des Baus der A7, um den entsprechenden Rohstoffbedarf an Baumaterial zu decken. Der See ist rechteckig geformt, hat eine Länge von 240 m und eine Breite von 115 m. Er war ursprünglich durchgehend 4,5 Meter tief, hat jedoch mittlerweile bedingt durch Verlandung an Tiefe verloren (aktuelle Tiefe etwa 3 m). Anfänglich wurde er kurzzeitig zur Fischzucht genutzt. Heute dient das Gebiet um den See als Campingplatz mit etwa 45 Plätzen, die alle unmittelbar am Wasser liegen.
Die ehemaligen Zu- und Abflüsse zur nahegelegenen Aalbek bestehen nicht mehr. Als offizielle Badestelle wird die Badewasserqualität regelmäßig behördlich durch die Stadt Neumünster überwacht und war bisher ohne nennenswerte Beanstandungen. Der See wird ausschließlich durch Grundwasser gespeist.

## Flora und Fauna
Die beiden kurzen Seiten des Sees sind naturbelassen mit dem lokal typischen Bewuchs und entsprechenden Vogelarten. Typische Fischarten sind u. a. Barsch, Plötze, Karpfen, Hecht, Zander, Schlei und vereinzelt Aal und Forellen. Teichmuscheln als Indikator für gute Wasserqualität sind oft anzutreffen.